# Tritoniopsis unguicularis
Tritoniopsis unguicularis là một loài thực vật có hoa trong họ Diên vĩ. Loài này được (Lam.) G.J.Lewis miêu tả khoa học đầu tiên năm 1959.